# Régiment de hussards du Corps de la Garde

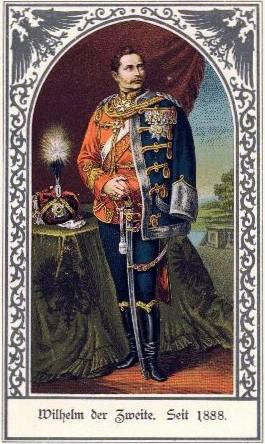
L'empereur Guillaume II dans l'uniforme du régiment de hussards du Corps de la Garde

Le régiment de hussards du Corps de la Garde est une unité de cavalerie de l'armée prussienne, qui appartient de 1815 à 1919 au corps de la Garde.

## Histoire
Le régiment est créé le 21 février 1815 (jour de la fondation) en tant que régiment de hussards de la Garde à partir de l'escadron de hussards de la Garde du régiment de cavalerie de la Garde légère et de trois escadrons du régiment de cavalerie nationale prussien-oriental (de). L'unité est initialement basée à Berlin, à partir de 1829 à Potsdam. Avec l'accession au trône de l'empereur Guillaume II, il se nomme chef de régiment le 19 juin 1888 et rebaptise l'unité Régiment de hussards du Corps de la Garde.

### Guerre austro-prussienne
Pendant la guerre contre l'Autriche en 1866, le régiment participe aux batailles de Soor et de Sadowa.

### Guerre franco-prussienne
Lors de la guerre contre la France en 1870/71, l'unité est engagée avec la 1re division de la Garde le 18 août dans la bataille de Saint-Privat et le 1er septembre 1870 à Sedan. Après le 1er escadron participe aux batailles de Pierrefitte-sur-Seine et de Stains le 19 septembre, la formation régimentaire participe jusqu'au 20 décembre 1870 au siège de Paris. Il est suivi par des combats de l'Hallue et par le siège de Péronne du 27 décembre au 10 janvier 1871. Pendant cette période, les hussards participent à la bataille de Bapaume. La dernière mission de combat a lieu le 19 janvier 1871 lors de la bataille de Saint-Quentin.

### Première Guerre mondiale
Lors de la Première Guerre mondiale, le 1er escadron est affecté à la 2e division de la Garde, la 2e escadron à la 203e division d'infanterie, la 3e escadron à la 1re division de la Garde et la 4e escadron à la 92e division d'infanterie.

### Après-guerre
Après l'armistice de Compiègne, le régiment est démobilisé jusqu'en janvier 1919 et définitivement dissous. La tradition est reprise dans la Reichswehr par décret du 24 août 1921 du chef du commandement de l'armée général de l'infanterie Hans von Seeckt, par le 6e escadron du 4e régiment de cavalerie (prussien). Dans la Wehrmacht, le 23e département antichar du 23e division d'infanterie perpétue la tradition.

## Uniforme
L'Attila rouge ponceau a un laçage jaune citron. Le chapeau de fourrure est noir avec des garnitures bleu foncé, équipé de colpak rouge ponceau. Le pantalon est bleu avec galon d'or, tout comme la mente.
Déjà ordonné par l'A.K.O. du 14 février 1907 et introduit progressivement à partir de 1909/1910, l'uniforme multicolore est remplacé pour la première fois par l'uniforme de campagne gris (M 1910) à l'occasion de la manœuvre impériale de 1913. La coupe de cet uniforme est exactement la même que l'uniforme de la paix, mais le laçage est gris. L'équipement en cuir et les bottes sont de couleur marron naturel, le chapeau de fourrure est recouvert d'une housse en tissu dit roseau. La bandoulière et la cartouche ne sont plus mises pour cet uniforme.
Comme tous les régiments de hussards, ils sont équipés de l'épée de cavalerie M89, à lame de rasoir droite (introduite en 1890), et de la carabine 98a.

## Commandants
| Grade                       | Nom                                                                | Date                                             |
| --------------------------- | ------------------------------------------------------------------ | ------------------------------------------------ |
| Oberstleutnant/Oberst       | Karl von Knobloch (de)                                             | 21 février 1815 au 5 octobre 1819                |
| Oberst                      | August Ludwig von Nostitz                                          | 6 octobre 1819 au 21 octobre 1821                |
| Oberstleutnant/Oberst       | Karl von Malachowski und Griffa (de)                               | 29 novembre 1821 au 31 mai 1832                  |
| Oberstleutnant/Oberst       | Friedrich von Pückler (de)                                         | 1er juin 1832 au 29 mars 1840                    |
| Oberst                      | Georg von Schoenermarck (de)                                       | 30 mars 1840 au 17 février 1844                  |
| Oberstleutnant/Oberst       | Ferdinand von Kaphengst (de)                                       | 30 mars 1844 au 26 avril 1848                    |
| Major                       | Louis von Dönhoff (de)                                             | 27 avril au 6 mai 1848 (chargé de la direction)  |
| Major                       | Louis von Dönhoff                                                  | 7 mai au 13 décembre 1848                        |
| Major/Oberstleutnant/Oberst | Friedrich August von Elverfeld genannt von Beverförde-Werries (de) | 14 décembre 1848 au 10 mai 1854                  |
| Major/Oberstleutnant/Oberst | Karl Geyr von Schweppenburg (de)                                   | 11 mai 1854 au 7 juin 1858                       |
| Oberstleutnant/Oberst       | Friedrich Alexander von Bismarck-Bohlen                            | 8 juillet 1858 au 23 juillet 1861                |
| Oberstleutnant/Oberst       | Hermann von Kerssenbroigk (de)                                     | 24 juillet 1861 au 6 septembre 1864              |
| Oberstleutnant/Oberst       | Rudolf von Krosigk (de)                                            | 28 septembre 1864 au 27 juillet 1868             |
| Oberstleutnant/Oberst       | Karl von Hymmen (de)                                               | 28 juillet 1868 au 14 août 1874                  |
| Oberstleutnant              | Guillaume de Wurtemberg                                            | 15 août 1874 au 25 juin 1875                     |
| Major/Oberstleutnant        | Gebhard Friedrich von Krosigk (de)                                 | 26 juin au 18 août 1875 (chargé de la direction) |
| Oberstleutnant/Oberst       | Gebhard Friedrich von Krosigk                                      | 19 août 1875 au 20 août 1883                     |
| Oberst                      | Guillaume de Prusse                                                | 16 juin 1885 au 26 janvier 1888                  |
| Oberstleutnant/Oberst       | Hans von Gottberg                                                  | 27 janvier 1888 au 21 août 1891                  |
| Oberstleutnant/Oberst       | Walther von Moßner                                                 | 22 août 1891 au 13 juillet 1895                  |
| Oberstleutnant/Oberst       | Paul von Wallenberg                                                | 14 juillet 1895 au 10 mars 1900                  |
| Major/Oberstleutnant/Oberst | Alfred zu Dohna-Schlobitten                                        | 11 mars 1900 au 23 avril 1904                    |
| Oberst                      | Wolf Rudolf Marschall von Altengottern                             | 24 avril 1904 au 20 septembre 1906               |
| Oberstleutnant/Oberst       | Oskar von Chelius                                                  | 21 septembre 1906 au 15 juin 1910                |
| Oberst                      | Otto Schuler von Senden (de)                                       | 16 juin 1910 au 26 janvier 1913                  |
| Oberstleutnant              | Wilhelm von Dommes                                                 | 27 janvier 1913 au 1er août 1914                 |
| Oberstleutnant              | Georg von Brandenstein                                             | 2 août 1914 au 26 mai 1916                       |
| Oberstleutnant              | Arthur von Bredow                                                  | 27 mai 1916 au 17 mai 1918                       |
| Major                       | Joachim von Köckritz                                               | 18 mai 1918 au janvier 1919                      |